# Суб'єкт права
Суб'єкт права — це особа, організація чи специфічні соціальні утворення (наприклад, держава), за якими право визнає здатність бути носіями суб'єктивних прав і юридичних обов'язків.

## Ознаки суб'єкта права
Для суб'єкта права характерні наступні дві основні ознаки.
По-перше, це особа, учасник суспільних відносин (індивіди, організації), яка за своїми особливостями фактично може бути носієм суб'єктивних прав та юридичних обов'язків. Для цього вона повинна володіти певними якостями:
- зовнішня відокремленість;
- персоніфікація (виступ зовні у вигляді єдиного особи — персони);
- здатність виробляти, виражати і здійснювати персоніфіковану волю.

По-друге, це особа, яка реально здатна брати участь у правовідносинах, набула властивості суб'єкта права в силу юридичних норм. Іншими словами, юридичні норми утворюють обов'язкову основу виступу індивідів, організацій, громадських утворень як суб'єктів права.

## Співвідношення суб'єкта права і суб'єкта правовідносин
У сучасній юридичній літературі поняття «суб'єкт права» частіше за все використовується як синонім термінів «суб'єкт» чи «учасник правовідносин». У юридичних джерелах кінця XIX— початку XX ст. поняття «суб'єкт права» використовувалося для позначення носія «суб'єктивних прав».
Поняття суб'єкт правовідносин і суб'єкт права не завжди збігаються. Адже правовідносини — не єдина форма реалізації норм права. Окрім того, малолітні діти, душевнохворі люди, які є суб'єктами права, можуть і не мати змоги бути суб'єктами правовідносин. Конкретний суб'єкт, особа завжди є суб'єктом права, але не завжди є учасником правовідносин.
Суб'єкт права — поняття широке, в якійсь мірі відмінне від поняття суб'єкт (учасник) правовідносин. Суб'єкт права — це особа, що володіє правосуб'єктністю(або лише правоздатністю, якщо вона виокремлюється), тобто особа, потенційно (взагалі) здатна бути учасником правовідносин. А суб'єкт правовідносин — це реальний учасник даних правових відносин.
Будь-який суб'єкт правовідносини — це завжди суб'єкт права (без цього він просто не зміг би стати таким), але не всякий суб'єкт права — учасник тих чи інших конкретних правовідносини.
Для того, щоб суб'єкт права перетворився на суб'єкта правовідносини, повинні з'явитися певні юридичні факти, які «запускають» в дію відповідну норму (норми) права, і вона вже, у свою чергу, покладає на даних суб'єктів юридичні обов'язки і надає їм юридичні права, роблячи їх тим самим учасниками правовідносини.
Суб'єкти права, таким чином, поряд з нормами права і юридичними фактами, являють собою одну з передумов (необхідних умов) виникнення та існування правовідносин.

## Види суб'єктів права
Усі суб'єкти права можуть бути поділені на три основні групи:
- індивідуальні суб'єкти(фізичні особи);
- колективні суб'єкти;
- громадські утворення.

### Індивідуальні суб'єкти
До індивідуальних суб'єктів належать всі громадяни (при монархічній формі правління — піддані), іноземці, особи з подвійним громадянством (біпатриди) і особи без громадянства (апатриди). У сучасному розумінні «фізична особа» як суб'єкт права ототожнюється, по суті, з людиною, що має правоздатність або неподільну правосуб'єктність.
Спеціальним індивідуальним суб'єктом є посадова особа (Президент, суддя, інспектор ДАІ та ін.).

### Колективні суб'єкти
Об'єднуючись, індивідуальні суб'єкти створюють колективні суб'єкти права, до яких можна віднести державні органи, спортивні організації, партії, організації, котрі можуть бути як недержавними, так і державними.
Спектр недержавних організацій досить значний і різноманітній. Це приватні підприємства і господарські товариства, національні та іноземні фірми і компанії, комерційні банки, приватні культурні, освітянські та медичні установи, громадські об'єднання тощо. Діяльність державних органів пов'язана з реалізацією завдань і функцій держави. До колективних державних суб'єктів права належать державні органи, державні організації, державні підприємства.
Більшість з перелічених колективних суб'єктів здатні набувати статусу юридичної особи.
До юридичних осіб належать підприємства та організації, які:
- мають відокремлене майно;
- відповідають цим майном за своїми зобов'язаннями;
- можуть від свого імені набувати і здійснювати майнові та особисті немайнові права;
- мають самостійний баланс чи кошторис;
- можуть нести обов'язки, бути позивачем і відповідачем у суді.

Згідно з цивільним законодавством України, юридичними особами можуть бути комерційні організації, що мають на меті одержання прибутку, і некомерційні об'єднання, які є неприбутковими і не розподіляють прибуток між їх учасниками. Юридичні особи — комерційні організації — можуть створюватися у формі господарських товариств, кооперативів, організацій, установ.. Юридичні особи — некомерційні організації — можуть створюватися у формі громадських чи релігійних об'єднань, а також у інших формах, передбачених законом.
Слід мати на увазі, що не будь-який колектив людей може виступати взагалі суб'єктом права. Наприклад, навчальна група, курси, кафедри, виробничі бригади та інші спільноти не мають цієї якості. Суб'єктами права є лише стійкі, постійні утворення, які характеризуються єдністю волі і мети, а також певною внутрішньою організацією. Це не випадкові і не тимчасові об'єднання громадян чи яких-небудь структур.

### Громадські утворення
Особливими суб'єктами права виступають такі специфічні соціальні утворення, як держава, територіальна група тощо. Хоча держава є організацією політичної влади, але стосовно неї слово «організація» вживається в іншому сенсі, ніж стосовно до колективів громадян (громадських організацій) і навіть до організаційно-відокремленим підрозділів держави (державних організацій). Тому за сутнісними ознаками держава, як і інші подібні утворення, є окремою категорією суб'єктів.
Специфічна риса, що характеризує правосуб'єктність держави, полягає в тому, що держава завжди залишається суб'єктом політичної системи суспільства. Ось чому навіть у цивільних правовідносинах держава як особливий суб'єкт права може проявити свої владні політичні функції. Разом з тим, залишаючись у всіх випадках суб'єктом політичної влади, держава як суб'єкт права виражає волю й інтереси народу, діє на основі і в межах конституції, закону.
Наприклад, ст. 55 Конституції України визнає за громадянами право на звернення за громадянами до міжнародних правозахисних організацій, членом або учасником яких є Україна, після того, як було вичерпано всі національні засоби правового захисту. В силу цього конституційного положення а також в силу ратифікації ряду міжнародних актів (в першу чергу серед них слід назвати Конвенцію про захист прав людини й основоположних свобод 1950 р. та протоколи до неї) Україна є суб'єктом міжнародно-правової відповідальності за порушення прав і свобод особи. Ця відповідальність має подвійний, міжнародно-конституційний характер. По-перше, відносини виникають між державою-правопорушником і міжнародною організацією (міжнародно-правовий аспект), а по-друге — між державою та особою (конституційно-правовий аспект).
За межами та всередині країни держава є важливим учасником таких публічних відносин:
- міжнародно-правових — укладає двосторонні та багатосторонні договори на основі норм публічного міжнародного права;
- конституційно-правових — надання національного громадянства, нагородження громадянина державною нагородою чи присвоєння йому почесного звання;
- кримінально-правових — здійснює боротьбу зі злочинністю ім'ям держави тощо.

Таким чином, держава через державну владу виступає як владний суб'єкт правовідносин.
Держава виступає і як суб'єкт правовідносин на основі норм приватного права:
- міжнародних — укладає договори на основі норм міжнародного приватного права;
- внутрішніх цивільно-правових — випускає державну позику; приймає передачу спадщини на користь держави.

До особливих суб'єктів права деякі автори відносять не тільки персоніфіковані соціальні утворення, а й соціальні спільності людей в цілому(народ, нація). Народ, нації є основними суб'єктами соціально-політичних відносин. Це крім всього іншого відображається в змісті багатьох державно-правових норм, і насамперед у змісті конституційних положень.
Але саме тому, що головні соціальні спільності людей виступають як вирішальні інститути політичного життя, що виражають її глибинні зв'язки, вони не володіють і не можуть мати властивості зовні відокремленого, інституційного, формально персоніфікованого порядку, які дозволили б їм бути суб'єктами правових відносин. Соціальні спільності виступають у сфері правових відносин не безпосередньо, а опосередковано — через персоніфіковані соціальні утворення (держава, виборчий округ тощо) і різноманітні організації, в тому числі партії, професійні спілки, кооперативи і т. д.

## Проблема визнання людської істоти суб'єктом права до народження і після смерті

### Проблема визнання людської істоти суб'єктом права до народження
Проблема правового становища зачатої, але ще не народженої дитини(плода, ембріона, зародка) поставала перед юристами з давніх часів. Хоча у законодавстві немає прямих положень, які б прямо закріплювали статус зачатої, але ще не народженої дитини, проте це не є перешкодою для захисту її прав нормами спадкового і деліктного права. Зокрема, ст.1222 ЦК України вказує серед спадкоємців також осіб, які були зачаті за життя спадкодавця і народжені живими після відкриття спадщини. А ст.1200 визначає, що у випадку смерті потерпілого право на відшкодування шкоди має також дитина потерпілого, народжена після його смерті.
Частково визначення правового статусу зачатої, але не народженої дитини криється у моменті встановлення моменту з якого зачати дитина вважається людиною. Існує декілька поглядів на порядок визначення такого моменту:
1. Згідно з ембріональною концепцією людське життя починається з моменту запліднення. Прихильники цієї точки зору апелюють до медицини і теології.
2. Відповідно до іншого підходу, натусіальної концепції, існування зародка немає ніякого значення для суспільства, якщо не завершиться народженням дитини.
3. Інші науковці пов'язують початок існування людської істоти із настанням певного періоду, що характеризується досягненням плодом в утробі матері певного етапу розвитку.

Чи є зачата, але не народжена дитина суб'єктом права? Беззаперечно ембріон є живою істотою, яка є генетично відмінною від матері, тілесно самостійною тому, що не є частиною носія свого організму і здатною до саморозвитку. Однак ненароджена дитина не може бути суб'єктом права у класичному розумінні.

### Проблема визнання людської істоти суб'єктом права після смерті
На початку 2009 р. британка захистила в суді можливість завагітніти від мертвого чоловіка, довівши своє право на використання його сперми, законсервованої у 2007 р. після операції, під час якої він помер. В цьому випадку йдеться фактично про ситуацію, в якій у чоловіка, померлого задовго до того часу, як народилася його дитина, виникають, зокрема, батьківські права (наприклад право бути записаним батьком дитини) та права спадкодавця (пов'язані з тим, що дитина цього чоловіка за законом має право набути у спадок від свого батька частину майна).
Порушення питання про померлу людину як суб'єкта права є своєрідною провокацією: з одного боку, загальновідомо, що у людини статус суб'єкта права припиняється внаслідок її смерті, з якою пов'язується повне припинення правоздатності та дієздатності, а з другого боку, сучасне законодавство закріплює низку прав людини, реалізація яких не залежить від неї ані за її життя, ані після її смерті.
Відповідно до ч. 1 ст. 6 Закону України «Про поховання та похоронну справу» усі громадяни мають право на поховання їхнього тіла та волевиявлення про належне ставлення до тіла після смерті. Стосовно такого волевиявлення зрозуміло, що воно повинно бути вираженим людиною до її смерті. А от щодо права на поховання тіла людини, то питання про суб'єкта реалізації цього права є складнішим, оскільки поховання відбувається після того, як суб'єкт вказаного права помирає. Отже, право на поховання тіла людина мала б реалізовувати після своєї смерті, однак, оскільки з останньою пов'язується припинення правоздатності та дієздатності людини, то її суб'єктивне юридичне право на поховання власного тіла припиняє існування одночасно саме із настанням того юридичного факту, який уможливлює реалізацію цього права.
Таким чином, маємо справу з правом, яке ніколи не може бути реалізованим саме його носієм. Якщо ж припустити, що право людини на поховання її тіла не припиняється зі смертю носія цього права, то спадає на думку, що, вочевидь, людина після своєї смерті, по перше, сама це право не реалізовує, по-друге, не може після настання смерті вимагати від інших суб'єктів здійснення поховання та, по-третє, не може звертатися до держави за його примусовим забезпеченням. Тому можна порушувати питання про те, що таке право, незважаючи на закріплення у законі, не є суб'єктивним юридичним, оскільки не тягне набуття його носієм так званих прав на свої дії, на чужі дії та на дії держави (хоча кореспондуючі праву людини на поховання її тіла обов'язки в інших суб'єктів, зокрема у держави, виникають).
Наведені роздуми дають змогу дійти висновку, що право на поховання тіла людини з можливого стає реальним та існує навіть після смерті його носія, тобто воно є, так би мовити, правом мертвої людини на поховання її трупа. Якщо ж не вважати померлу людину суб'єктом цього права, то останнє, таким чином, слід вважати безсуб'єктним . А оскільки визначальною рисою будь-якого права є наявність його носія, то виявлення безсуб'єктного права свідчить, знову ж, про відсутність реального такого права, тобто про його фіктивність і неможливість взагалі бути реалізованим саме тим, кому воно належить.
До такого ж виду прав — суб'єктами яких слід або вважати померлих, або ж вважати ці права безсуб'єктними — можна віднести і права посмертно нагороджених (обдарованих) на ті блага, якими вони могли б користуватися, якщо б нагородження (обдарування) сталося ще за їхнього життя. Для прикладу, розпорядженням Президента України «Про призначення державної стипендії» від 27 листопада 2007 р. чемпіону XXIV літніх Олімпійських ігор зі стендової стрільби Д. Монакову було посмертно призначено державну стипендію, а її отримання покладено на його доньку. Таким чином, носієм права на державну стипендію (суб'єктом права) визнано померлу людину, однак суб'єктом правовідносин з реалізації цього права виступає її спадкоємиця. Схожою є ситуація з посмертним нагородженням державними нагородами (орденами, медалями, почесними званнями, відзнаками тощо). На цих прикладах можна чітко продемонструвати відмінність між суб'єктом права та суб'єктом правовідносин: померлу людину можна розглядати нібито як суб'єкта права, але у будь-якому випадку вона не може бути суб'єктом правовідносин.
З огляду на наведені міркування, можливо, доцільно розглядати смерть фізичної особи як часткове (а не повне) припинення її правоздатності: у частині юридичних обов'язків і тих суб'єктивних юридичних прав, які не може мати померла людина, її правоздатність зі смертю припиняється, а у частині інших суб'єктивних юридичних прав (на індивідуальний образ, поховання власного тіла, посмертне нагородження, посмертну реабілітацію, особисті немайнові авторські права тощо) — ні. Таким чином як і ненароджена дитина, так і померла людина не може бути суб'єктом права у класичному розумінні.

## Правовий статус природи
Розвиток генетичних досліджень та генетичні зміни, які людина вносить в підконтрольний їй світ, зумовили розвиток руху за права всього живого. Юридична практика все дедалі більше рухається від природних прав людини до права природи і всіх її елементів, у тому числі рослин. Відповідно до ст.120 Конституції Швейцарської Конфедерації від 18 квітня 1999 року людина та оточуюче її навколишнє середовище підлягають захисту від зловживань генною інженерією, і з огляду на гідність Творіння, а також безпеку людини, тварини і цього середовища обов'язками держави є збереження генетичного багатоманіття видів рослин і тварин, а також видання приписів про поводження із зародковим і спадковим матеріалом тварин, рослин і інших організмів.
Права природи — це конкретизовані норми справедливих відносин людини і природи, розглянутої як суб'єкт. Права природи не існують самі по собі, а є відображенням моралі й етики конкретного людського суспільства. Вони є своєрідним засобом контролю за владою людини, що не повинна переступати границю волі, обмеженою правами природи. Права природи розглядаються насамперед як «природні», неписані, від природи, тобто ті, що мають етичну основу (на відміну від «позитивних», писаних, що спираються на закон). Природне право є ідеал для позитивного права, його ідеальні вимоги тільки суть проекту майбутнього позитивного права.
Було б абсолютно невірним думати, що якщо тварина має право на життя, а об'єкт дикої природи на існування, то це означає, що ніколи, ні при яких обставинах це право не може бути порушено. Адже навіть у випадку з людськими правами неможливо уявити яке-небудь право, що не було ущемлене в той чи інший час. Отже, на практиці ми завжди говоримо про права, чи то людини чи природи, що можуть бути проігноровані при наявності достатнього морального обґрунтування. Якщо обґрунтування знайти неможливо, акт порушення прав буде вважатися аморальним.
Природа може володіти природними правами (що мають етичне значення) і юридичними правами (закріплених в законах). Теоретично права мають мати екосистеми, всі тварини, рослини і мікроорганізми. Однак у практичній площині можна говорити поки тільки про визнання права деяких близьких до людини по розумовому розвитку тварин — дельфінів, китів, слонів, мавп, а також червонокнижних тварин, стародавніх дерев-пам'яток та низки заповідних та рідкісних екосистем.
Отже, можна говорити про наявність у рослин і тварин спеціальної правоздатності, тобто здатності мати лише права. Такий підхід дозволить розглядати носіїв спеціальної правоздатності як недієздатних, а тому таких, які можуть мати, так би мовити, опікунів, наділених правом представництва інтересів свої підопічних. Таким чином, відбувається трансформація суб'єкта права. Тим не менш, як тварини, так і рослини не можуть бути суб'єктом права у класичному розумінні.

## Правовий статус тварин
На даний момент існує два основних філософських підходу до питання про права тварин:
1. Утилітарний. Його дотримується професор біоетики Принстонського університету Пітер Сінгер.
2. Правовий. Його дотримується почесний професор філософії Університету Північної Кароліни Том Реган і професор права та філософії Рутжерскої школи права Нью-Йорка Гері Франсіон.

Позиція Сінгера полягає в тому, що немає ніякого морального підстави для нерівності в розгляді головних потреб істот людської і нелюдської природи. Принцип рівності при цьому не має на увазі однакового звернення, але рівність у розгляді головних потреб. Наприклад, миша і людина мають однакову потребу уникнути падіння на бруківку, так як при цьому обидва будуть відчувати страждання. І немає ніякого морального підстави стверджувати, що подібні головні потреби однієї істоти мають велику цінність, ніж іншого, вважає Сінгер. Вони рівноцінні. На відміну від миші або людини, камінь не буде страждати, якщо його кинути на бруківку, і тому не має потреби уникнути цього. Потреби, стверджує Сінгер, засновані на здатності відчувати страждання і ні на чому більше. І в той момент, коли у істоти з'являється така здатність, виникають також і потреби. І подібні потреби істот повинні розглядатися з позиції їх рівноцінності. Тому ключовим стає питання про те, які істоти здатні відчувати страждання.
Том Реган вважає, що істоти нелюдською природи — це теж «суб'єкти життя», і тому мають права. Він вважає, що так як природні права людей обґрунтовуються наявністю свідомості у них, і, так як свідомістю мають як мінімум деякі з тварин, вони повинні володіти тими ж природними правами, що й люди. Хоча тільки люди керуються мораллю в своїх вчинках, деякі з них, наприклад, немовлята, не здатні на це. Як і щонайменше деякі з тварин. Вони не можуть сформулювати принципи моралі, і визначати, що правильно, а що — ні. Навіть якщо їх вчинки приносять користь або шкоду. Тварини мають «невід'ємну цінність» як «суб'єкти життя», вважає Реган. І тому не можуть розглядатися, як засіб для досягнення чиїхось цілей. Його теорія не поширюється на всіх істот, які відчувають, але тільки на тих, кого можна вважати «суб'єктами життя». Ними є наприклад, всі здорові ссавці старше, як мінімум однорічного віку.
Якщо Сінгер в основному сконцентрований на поліпшення поводження з тваринами і визнає, що в деяких гіпотетичних сценаріях, окремих тварин можна законно використовувати для досягнення певних цілей істот як людської, так і нелюдською природи, то Реган вважає, що ми повинні звертатися з істотами нелюдської природи так само, як з людьми. Гері Франсіон, прихильних правового підходу, вважає, що у тварин є лише одне право, яке потрібно узаконити: право не бути чиєюсь власністю. Все інше послідовно випливає з цієї зміни парадигми.
Щодо України, то згідно зі ст. 180 ЦК України тварини є особливим об'єктом цивільних прав. На них поширюється правовий режим речі, крім випадків, встановлених законом. Правила поводження з тваринами встановлюються законом України «Про захист тварин від жорстокого поводження». В преамбулі цього закону тваринам гарантується захист від страждань і загибелі внаслідок жорстокого поводження з ними, а також захист їх природних прав. Таким чином, український парламент визнав за особливими «об'єктами цивільних прав» наявність прав, причому не будь-яких, а природних, тобто таких, які у своїй генезі не залежать від діяльності держави. Для вітчизняної юридичної практики така ситуація є новою і парадоксальною у тому сенсі, що, напевно, вперше в історії правотворчості України суб'єктом права формально визнано його об'єкти, а саме тварин.